# Jason Robinson
Jason Thorpe Robinson OBE (* 30. Juli 1974 in Leeds) ist ein ehemaliger englischer Rugby-Union- und Rugby-League-Spieler. Er spielte auf den Positionen Außendreiviertel und Schlussmann. Er war vor allem für seine enorme Schnelligkeit und Gewandtheit bekannt, durch die er 28 Versuche in 51 Spielen für die englische Rugby-Union-Nationalmannschaft erzielen konnte. Sein größter Erfolg war der Gewinn des Titels bei der Weltmeisterschaft 2003.

## Spielerkarriere

### Rugby League
Robinson begann seine Karriere 1991 in der Variante Rugby League bei den Hunslet Hawks, einem Verein aus seiner Heimatstadt Leeds. Bereits ein Jahr später wurde er von einem der besten Teams der britischen Rugby League Premiership, den Wigan Warriors, abgeworben. Nachdem Rugby Union 1996 zu einem professionellen Sport wurde und die Rugby-League-Saison vom Winter in den Sommer verlegt wurde, wechselte Robinson die Seiten. Während einer Hälfte des Jahres spielte er für Bath, die andere für Wigan. Im Jahr 2000 entschloss er sich schließlich gänzlich zur 15er-Variante des Rugby zu wechseln und unterzeichnete einen Vertrag bei den Sale Sharks.

### Rugby Union
Robinson gab im November 2000 sein Debüt für die Sharks. Bereits im Februar 2001 wurde er auch für die englische Nationalmannschaft berücksichtigt, als diese auf Italien traf. Er war damit zum damaligen Zeitpunkt nach Barrie-Jon Mather erst der zweite Spieler, der in beiden Varianten für England aktiv war. Im selben Jahr durfte er auch an der Australien-Tour der British and Irish Lions teilnehmen und erzielte beim einzigen Sieg des Teams gegen die Wallabies einen Versuch.
Robinson wurde folgerichtig auch für den Kader der Engländer zur Weltmeisterschaft 2003 nominiert. In der Vorrunde gelang ihm gegen Georgien ein Versuch, im abschließenden Spiel gegen Uruguay sogar zwei. Er erzielte im Finale den einzigen Versuch seines Teams, das am Ende mit 20:17 in der Verlängerung gegen die Wallabies gewann und damit erstmals Weltmeister wurde. Im Verlauf des Turniers hatte er an allen Spielen teilgenommen und war ein wichtiger Pfeiler des englischen Erfolgs.
Im Anschluss an den WM-Titel gab Kapitän Martin Johnson sein Karriereende bekannt und Jonny Wilkinson als sein Nachfolger ernannt. Jedoch fiel Wilkinson über Monate aufgrund von mehreren Verletzungen aus, so dass ein neuer Kapitän gesucht wurde. Aufgrund seiner Erfahrung und seiner wichtigen Rolle innerhalb des Teams bestimmte man Jason Robinson zum neuen Mannschaftsführer. In seiner ersten Partie als Kapitän erzielte er gleich einen Hattrick, als die Engländer Kanada mit 70:0 schlugen. Bei den Six Nations 2004 gelangen ihm gegen Italien erneut drei Versuche, er wurde zudem zum Spieler des Tages ernannt. Das Sechsnationenturnier verlief im Folgejahr jedoch nicht erfolgreich für England, so dass auch die Kapitänsrolle Robinsons zur Debatte stand. Sein Nachfolger wurde Martin Corry.
Robinson war auch 2005 Teil der Neuseeland-Tour der Lions. Da seine Frau jedoch das vierte gemeinsame Kind erwartete, verpasste er einen Großteil der Vorbereitung. Er stieß jedoch rechtzeitig zum Kader und konnte am ersten Spiel gegen Neuseeland teilnehmen. Am 24. September des Jahres gab Robinson überraschend sein vorläufiges Karriereende bei der Nationalmannschaft bekannt. Er wollte mehr Zeit mit seiner nun weiter gewachsenen Familie verbringen.
Robinson kehrte bei den Six Nations 2007 jedoch in den Kader Englands zurück, nachdem Nationaltrainer Brian Ashton ihn darum gebeten hatte. In seinem ersten Spiel für England nach eineinhalb Jahren gelangen ihm gegen Schottland sofort zwei Versuche. Eine Woche später gegen Italien erzielte er einen weiteren. Nach den Six Nations gab er das Ende seiner Karriere nach der Saison 2006/07 bekannt. Er stellte sich jedoch für die Länderspiele im Sommer und die WM zur Verfügung. Am 13. April des Jahres bestritt er sein letztes Vereinsspiel für die Sale Sharks gegen Bath. Dem Anlass angemessen erzielte er wenige Sekunden vor Spielende den entscheidenden Versuch. Seine Mannschaftskollegen forderten ihn daraufhin auf, auch den Erhöhungstritt auszuführen, den Robinson äußerst knapp neben die Malstangen setzte.
Bei der Weltmeisterschaft in Frankreich verletzte sich Robinson im ersten Spiel der Vorrunde, das England mit 0:36 gegen die Springboks verlor. Er kehrte jedoch zur Viertelfinalpartie gegen Australien zurück und konnte mit seiner Mannschaft einen Überraschungserfolg landen. Im Halbfinale gegen den Gastgeber bestritt er sein 50. Länderspiel und durfte ein weiteres Mal als Kapitän des Teams auflaufen. Auch dieses Spiel konnte England überraschend gewinnen und traf im Finale erneut auf Südafrika. Robinson verletzte sich in diesem Spiel in der 46. Minute und musste ausgewechselt werden. England verlor das Spiel mit 6:15 und konnte somit seinen Titel nicht verteidigen.
Sein letztes Spiel als Aktiver bestritt Robinson am 1. Dezember 2007 als Teil der Barbarians im Twickenham Stadium. Als er in der 68. Minute ausgewechselt wurde, wurde er mit großem Applaus verabschiedet.

## Trainerkarriere
Im März 2008 gab Robinson bekannt, dass er Trainer beim englischen Rugby-League-Verband werden wird. Er leitete dort Kindermannschaften. In der darauffolgenden Saison übernahm er den Trainerposten bei seinem ehemaligen Verein Sale Sharks.

## Privatleben
Sein Spitzname Billy Whizz basiert auf einer Figur des britischen Comics The Beano. Robinson wuchs in einem sozial benachteiligten Viertel von Leeds inmitten einer zerrütteten Familie auf, in der Gewalt an der Tagesordnung war. Er ist, seit er mit dem Rugbysport begann, ein trockener Alkoholiker und Anhänger der Erweckungsbewegung.
Nach der Weltmeisterschaft 2003 veröffentlichte er eine Autobiografie mit dem Namen Finding My Feet: My Autobiography, in dem er über die Bewältigung seiner schwierigen Kindheit schreibt und wie sehr ihm der Rugbysport geholfen habe, mit seinem Alkoholproblem fertigzuwerden.
Am Neujahrstag 2008 wurde er zum OBE ernannt.